# باربرا مور
باربرا مور (بالإنجليزية: Barbara Moore)‏ هي دبلوماسية أمريكية، ولدت في 1951 في بوفالو في الولايات المتحدة، وتوفيت في 11 مارس 2010 في سيلفر سبرينغ في الولايات المتحدة.

## وصلات خارجية
- باربرا مور على موقع إن إن دي بي (الإنجليزية)